# Legio X Equestris
Legio decima Equestris ou Legio X Equestris ("Décima legião Montada") é uma legião romana criada por Júlio César em 61 a.C. quando ele era governador da Hispânia Ulterior. A décima foi a primeira legião criada pessoalmente por César e era a sua preferida. Era uma legião muito famosa já em sua época e muito depois, principalmente por causa do relato de sua história nos "Comentários de César" e o papel preponderante que ela teve nas Guerras Gálicas. Seus soldados foram dispensados em 45 a.C., com alguns veteranos, numa legião reconstituída, lutando por Marco Antônio e Otaviano, até esta segunda versão ser também dispensada e seus legionários incorporados pela X Gemina.
Era conhecida também como Legio X Veneria ("de Vênus").

## Fundação
Quando Caio Júlio César chegou para assumir o posto de governador da província da Hispânia Ulterior (61 a.C.), ele decidiu imediatamente subjugar as regiões ocidental e noroeste da província (atual região de Portugal). César já contava com duas legiões na província, a oitava e a nona, que haviam sido alistadas por Pompeu em 65 a.C. César precisava de uma terceira legião para sua campanha e, por isso, iniciou o alistamento de uma nova legião, que seria a décima. Pronta em março, a nova legião adotou como seu emblema o touro, o animal sagrado de Vênus, que seria, supostamente, uma ancestral da gente Julia. Muitas outras legiões adotariam este emblema depois, como a V Alaudae, XI Claudia, XII Victrix e a XIII Gemina.
A campanha no verão de 61 a.C. foi um sucesso e a décima se destacou por sua bravura e lealdade a Júlio César.

## Guerras Gálicas
A décima teve um papel crucial nas Guerras Gálicas, lutando sob o comando de Júlio César em praticamente todas as batalhas da campanha. No início, César a levou da Hispânia (com as legiões sétima, oitava e nona). Quase que imediatamente, no verão de 58 a.C., a décima participou de duas grandes batalhas, em Arar e Bibracte. Ela também teve um papel crucial na derrota dos helvécios que evitou que eles migrassem do território da moderna Suíça para o da França ocidental.
Depois disto, os líderes das tribos gaulesas pediram ajuda a César contra Ariovisto, rei da tribo germânica dos suevos. Antes da batalha, Ariovisto pediu uma conferência de paz, mas insistiu que ambos os lados fossem acompanhados apenas por tropas montadas. Ele sabia que a cavalaria de César era composta principalmente de cavaleiros éduos, cuja lealdade à César era questionável. Sabendo disto, Júlio César ordenou que um grupo de suas tropas auxiliares desmontassem e ordenou que legionários da décima cavalgassem com ele até a conferência. Este incidente valeu à legião seu cognome, "Equestris" ("Montada") depois que um deles brincou com César que ele era melhor que sua palavra: havia prometido fazer deles uma guarda de infantaria e agora eles pareciam "equestres".
A décima salvou a Batalha contra os nérvios (57 a.C.). Juntamente com a IX Hispana, a décima derrotou os atrébates, atacou os belgas do outro lado do rio e capturou o acampamento inimigo. Dali, a décima conseguiu perceber o quão desesperadora a situação estava para a XII Victrix e a VII Claudia e, por isso, desceu rapidamente o morro onde estava, cruzou de volta o rio e atacou os nérvios pela retaguarda, envolvendo-os numa armadilha mortal.

## Fim da legião
Em 45 a.C., a legião foi debandada e seus veteranos foram assentados na região de Narbona, no sul da Gália.
Durante a guerra civil que se seguiu ao assassinato de César, a Legio X foi reconstituída por Lépido no inverno de 44/3 a.C. e lutou pelos triúnviros até o final da Batalha de Filipos. Os seus veteranos conseguiram terras perto de Cremona e uma inscrição registra que seu nome, na época, era "Veneria" ("de Vênus").
A décima foi depois incorporada por Marco Antônio até a Armênia em sua campanha parta. Durante a guerra civil de Antônio, lutou por ele até a derrota na Batalha de Ácio (31 a.C.), depois da qual a legião foi incorporada ao exército de Otaviano. Seus veteranos foram assentados em Patras, mas, depois de uma revolta contra ele, foi debandada, perdeu o título de "Equestris" e, com a adição de novos legionários de outras legiões, foi rebatizada de X Gemina.